# インビザライン
インビザラインはマウスピース矯正の一つ。

## 概要
着脱可能な透明のマウスピース（「アライナー」と呼ばれる）を用いて矯正を行う方法である。「クリンチェック」と呼ばれる3次元シミュレーションソフトを通じ、コンピュータ画面上で歯科医師が治療計画を策定し、治療完了に至るまでのアライナーの必要個数、形状が決定され、治療開始前にすべてのアライナーが一度に製造される点に独自性がある。1997年にアメリカのアライン・テクノロジー社により開発、テレビ広告などを通じて世界100か国以上で販売されており、これまでに全世界で1800万人を超える患者が治療を受けている（2025年4月末現在）。日本では、2006年2月に本格販売が開始された。すべての症例に適応する方法ではなく、またこれのみでフィニッシュできない症例もあるが、その場合、従来の固定式の装置をつける期間の短縮をする目的で使われることも多い。

## 使用方法
厚さ0.5mm程度の透明なマウスピースを一日20時間以上口腔内に装着をする。2週間ごとに新しいマウスピース（アライナー）に交換していく。治療期間によりアライナーをいくつも交換する。
患者の使用状況、歯の移動状況に応じて１週間交換も可能とリリースされた。

## 利点
- 透明感があり、装着していても目立たない。
- 食事中には矯正器具を外して自由に食事をすることができる。
- 器具を外して清掃できるため口腔内を清潔に保ちやすい。
- クリンチェックの3Dアニメーション動画で、計画された歯の移動を患者自身も確認することができ、治療に対するモチベーション向上につながる。
- 器具が透明なため審美的に優れる。
- コンピュータ上の3Dシミュレーションを通じ、歯の移動や治療計画を視覚化できる。
- アライナーを利用して矯正と同時にホワイトニングを行うことができる。

## アライナーの作製方法
一つのアライナーで0.25mm歯を動かすことができるように予め設定されている。印象や写真、治療計画書等の患者記録をアメリカにあるアライン・テクノロジー本社技工所にオンライン送信、郵送等で送る。
iTero(光学印象）でのスキャンも可能となり、瞬時にスキャンデータを送ることができる。
インターネットを通じた双方向なやり取りを通じてコンピュータ上で歯を理想的な位置に動かし、独自のCAD/CAM（光造形）技術で、最大0.25mm動かす毎にアライナーを一つずつ、治療完了までのすべてのアライナーを同時に作製（歯を動かす量により20～40個）。

## 他のマウスピース矯正との違い・特徴
- 手作業で作製されるマウスピース装置などと比較して、コンピューター上で歯を動かし製作するため、治療期間が正確に計算できる。
- コンピュータ上のCAD/CAM技術を融合させることにより、歯科医師が決定した治療計画がアライナーの製造工程に精緻に反映され、手作業の場合における製作担当者の技量等による差異が生じない。
- 他の手作業による方法はアライナーを作製するごとに印象が必要だが、インビザラインは初回の印象で一度にすべてのアライナーを作製する。
- 一般的マウスピース装置は1つのアライナーで1mm歯を移動させるが、精緻なシミュレーションを重視するインビザラインは0.25mmを1つのアライナーで動かすように設計されている。